# Anisozyga goliathensis
Anisozyga goliathensis är en fjärilsart som beskrevs av Louis Beethoven Prout 1913. Anisozyga goliathensis ingår i släktet Anisozyga och familjen mätare. Inga underarter finns listade i Catalogue of Life.